# Lista de municípios da Paraíba por população (1872)
Esta é uma lista dos municípios da Paraíba (na época Parahyba do Norte) por população, segundo o censo de 1872, o primeiro realizado no Brasil. A lista conserva a grafia e o nome dos municípios da época, que eram 24 ao todo.
| Posição           | Município          | População | % do total |
| ----------------- | ------------------ | --------- | ---------- |
| 1                 | Sousa              | 29 726    | 7,9011     |
| 2                 | Independencia      | 28 191    | 7,4931     |
| 3                 | Areia              | 25 549    | 6,7909     |
| 4                 | Parahyba           | 24 714    | 6,5689     |
| 5                 | Bananeiras         | 22 632    | 6,0155     |
| 6                 | Ingá               | 21 481    | 5,7096     |
| 7                 | Pedras de Fogo     | 17 799    | 4,7309     |
| 8                 | Mamanguape         | 17 463    | 4,6416     |
| 9                 | Catolé do Rocha    | 17 021    | 4,5241     |
| 10                | São João           | 15 113    | 4,0170     |
| 11                | Campina Grande     | 15 104    | 4,0146     |
| 12                | Misericordia       | 14 646    | 3,8929     |
| 13                | Patos              | 14 095    | 3,7464     |
| 14                | Piancó             | 13 669    | 3,6332     |
| 15                | Pombal             | 12 982    | 3,4506     |
| 16                | Cajazeiras         | 12 975    | 3,4487     |
| 17                | Cuité              | 12 340    | 3,2799     |
| 18                | Alagôa Grande      | 11 407    | 3,0320     |
| 19                | Alagôa Nova        | 10 941    | 2,9081     |
| 20                | Pilar              | 10 549    | 2,8039     |
| 21                | Alagôa do Monteiro | 10 502    | 2,7914     |
| 22                | Cabaceiras         | 8 144     | 2,1647     |
| 23                | Alhandra           | 4 884     | 1,2982     |
| 24                | Santa Luzia        | 4 299     | 1,1427     |
| Parahyba do Norte | Parahyba do Norte  | 376 226   | 376 226    |